# Auðumbla

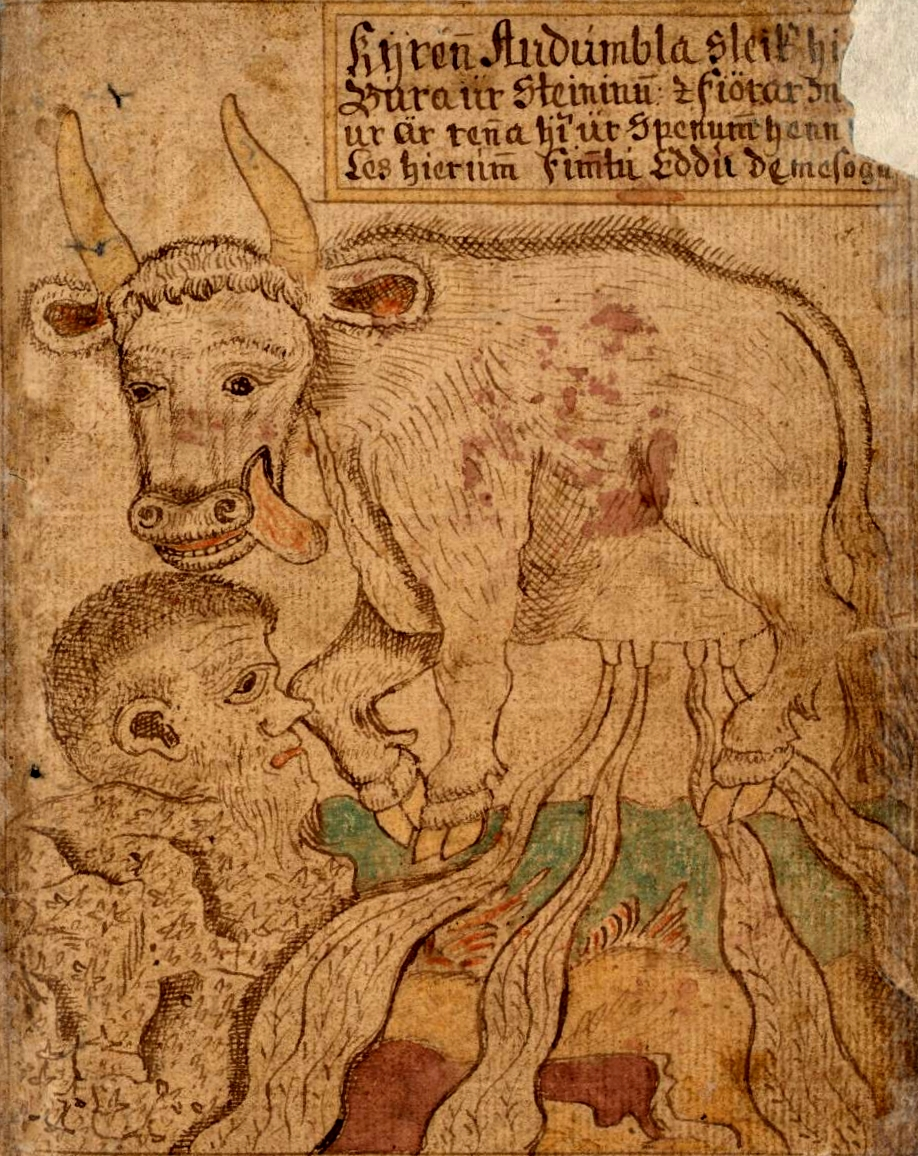
Auðumbla likt Búri uit een steen terwijl vier rivieren van melk uit haar uier vloeien. Deze illustratie komt uit een 18e-eeuws IJslands manuscript

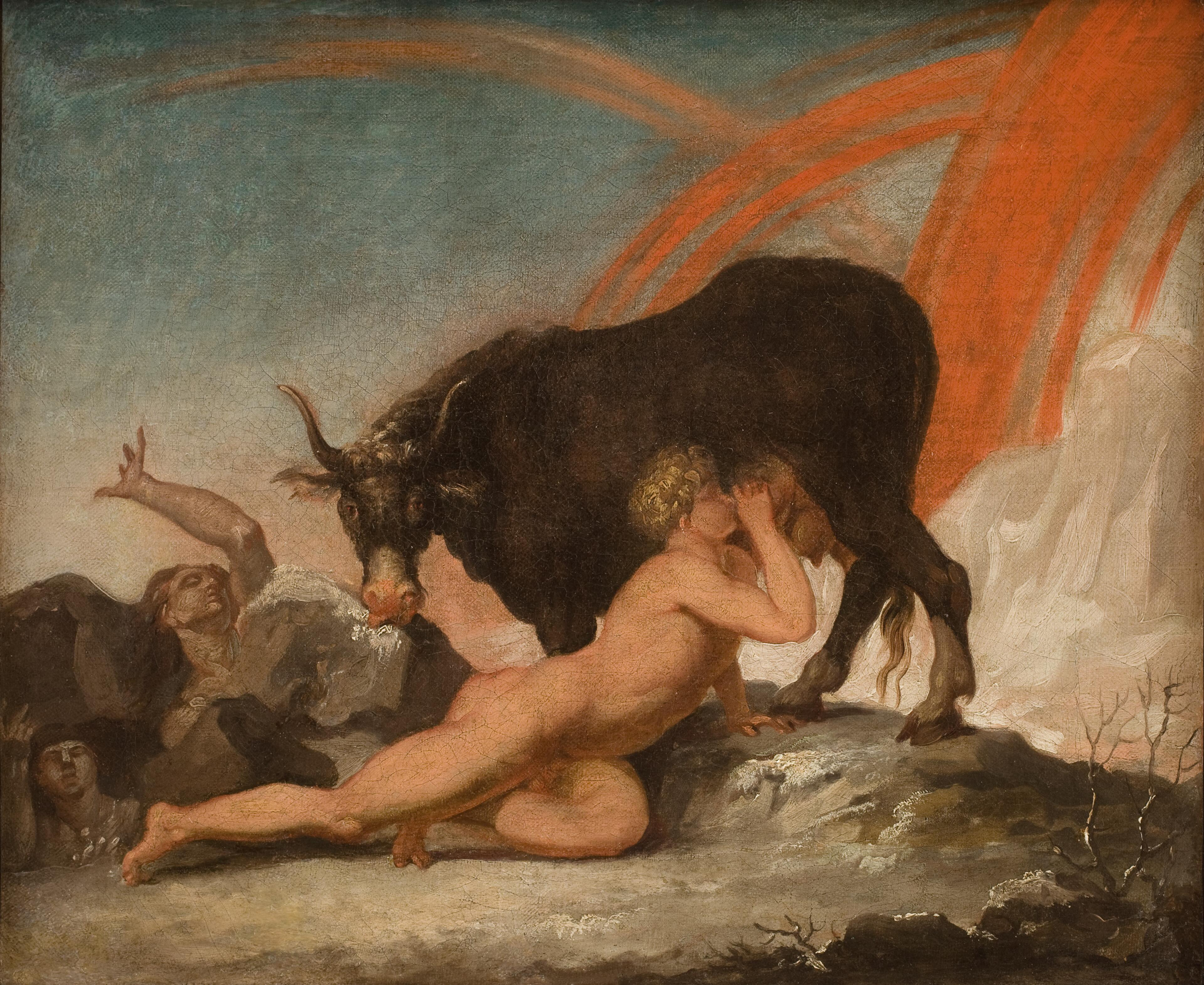
Auðumbla en Ymir

Auðumbla (ook wel Audhumbla, Audumla of Audhumla) is in de Noordse mythologie de oerkoe.
Audhumla werd gevormd uit het smeltijs, dat vrijkwam toen het ijs van Niflheim en het vuur van Muspelheim samenkwamen in de Ginnungagap, de oerleegte. Uit die druppels van het gesmolten ijs was in het begin der tijden ook Ymir de oerreus ontstaan.
Ymir dronk van de vier melkstromen die uit haar uiers vloeiden, terwijl zij zichzelf voedde met het zilt van de rijpstenen.
Door aan het zoute ijs te likken bevrijdde ze daarna in drie dagen  de reus Buri, de oervader van de goden. Buri's zoon was Borr, de vader van Odin, Vili en Ve. De drie broers creëerden de wereld door Ymir te offeren.